# Mezzoldo
Mezzoldo je komuna (obec) v provincii Bergamo v italském regionu Lombardie, která se nachází asi 70 kilometrů severovýchodně od Milána a asi 35 kilometrů severně od Bergama. K 31. prosinci 2004 žilo v obci 225 obyvatel. Má rozlohu 18,8 kilometrů čtverečních.
Mezzoldo je poslední vesnicí na jižní straně průsmyku San Marco.
Mezzoldo sousedí s následujícími obcemi: Albaredo per San Marco, Averara, Olmo al Brembo, Piazzatorre, Piazzolo, Tartano a Valleve.